# Sturanyella carolinarum
Sturanyella carolinarum é uma espécie de gastrópode  da família Helicinidae.
É endémica da Micronésia.